# 베이비부
베이비부는 대한민국의 전 걸그룹이다. 2015년 디지털 싱글 앨범 [Boo Boo Boo]로 데뷔했다.

## 음반
- Boo Boo Boo (2015)
- 열두시 (2016)
- Kiss Me (2016)
- Right Now (2017)
- 내 몸매가 어때서 (2017)
- Ring-Ring-Ring (2019)

## 공연
- 김앤장뮤직 콘서트 #001 (2017)
- 김앤장뮤직 콘서트 #002 (2017)
- 김앤장뮤직 콘서트 #003 (2017)